# Amalia Amoedo
Amalia Adriana Amoedo (Buenos Aires, 30 de diciembre de 1976) es una filántropa, coleccionista de arte y artista visual argentina. Es fundadora y presidenta de la Fundación Ama Amoedo, organización sin fines de lucro dedicada a la promoción de las artes visuales en América Latina.

## Biografía
Amalia Amoedo es hija de la empresaria y mecenas Inés Lafuente y del diplomático Julio Amoedo, y nieta de la empresaria y filántropa Amalia Lacroze de Fortabat. Desde hace más de quince años es miembro del Consejo de Administración de la Fundación Amalia Lacroze de Fortabat, encargada de gestionar la colección de arte de su abuela.
En Argentina, conforma el Círculo de Presidentes de la Fundación arteBA, integra el Programa Mecenas del Arte y el Comité de Adquisiciones del Museo de Arte Moderno de Buenos Aires.
A nivel internacional, es miembro del Comité Latinoamericano del Centro Pompidou, del Fondo de Arte Latinoamericano y del Caribe (LACF) del MoMA y del Consejo Asesor Internacional del Presidente de Americas Society.
Es miembro del Rotary Club de Buenos Aires y presidenta de la Fundación Policía Federal Argentina, organización dedicada a reunir fondos para el equipamiento de alta complejidad del Hospital Churruca-Visca.

## Formación artística
Como artista visual, se formó en los talleres de Nicola Costantino, Miguel Harte, Marcia Schwartz y Jorge Gumier Maier. Ha participado en exposiciones individuales y colectivas en Argentina y otros países.

## Colección de arte
Amalia Amoedo posee una colección de arte contemporáneo argentino y sudamericano que ha sido exhibida en diversas instituciones. Esta colección contribuye con exposiciones a partir de préstamos de obra a museos e instituciones, apoyo económico y divulgación 

## Premios
Amoedo ha sido distinguida como Personalidad Destacada de la Cultura por la Legislatura de la Ciudad Autónoma de Buenos Aires (2024) con el Premio arteBA al Coleccionismo (2024) el Premio Laetitia a la Filantropía (Uruguay, 2024) y el Premio Manuel Oribe a la Cultura (Uruguay, 2021).